# كريستيان دوغواي
كريستيان دوغواي هو مصور سينمائي ومنتج أفلام ومخرج كندي، ولد في 1957 في مونتريال في كندا.

## وصلات خارجية
- الموقع الرسمي
- كريستيان دوغواي على موقع IMDb (الإنجليزية)
- كريستيان دوغواي على موقع ألو سيني (الفرنسية)
- كريستيان دوغواي على موقع أول موفي (الإنجليزية)
- كريستيان دوغواي على موقع قاعدة بيانات الأفلام السويدية (السويدية)
- كريستيان دوغواي على موقع إن إن دي بي (الإنجليزية)
- كريستيان دوغواي على موقع قاعدة بيانات الفيلم (الإنجليزية)
- كريستيان دوغواي على موقع كينوبويسك (الروسية)